# Діївський лісопарк

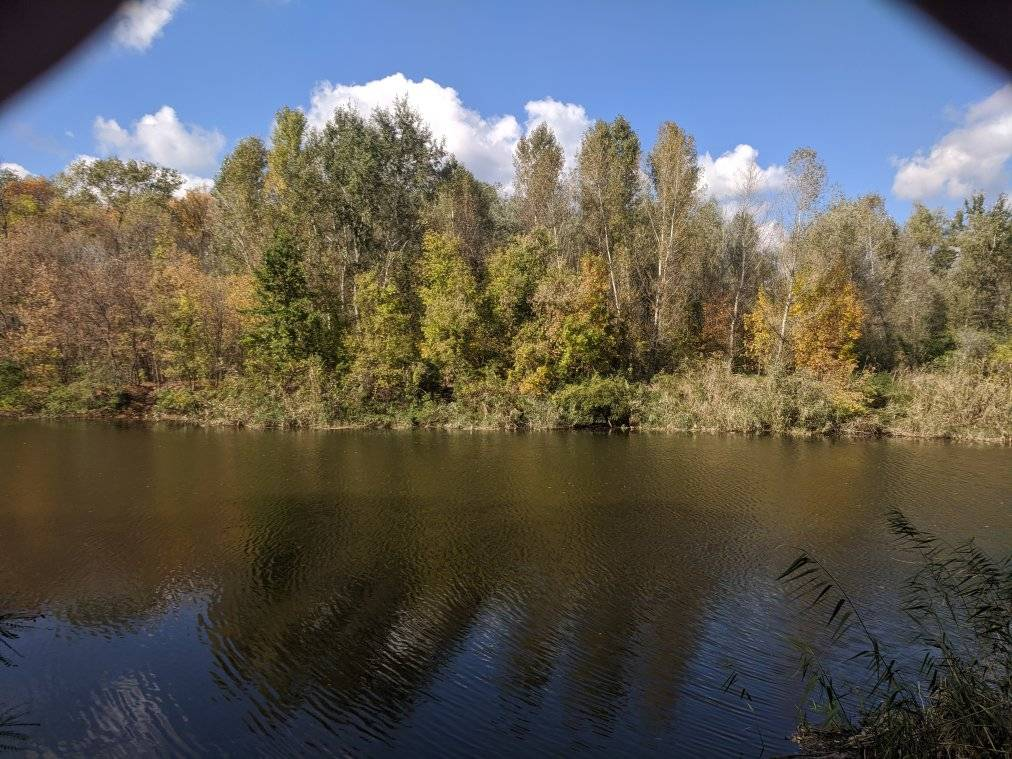
Вид на Діївський лісопарк з боку озера Гідропаркове

Діївський лісопарк (Сухачівський дендропарк) — переважно листяний лісовий масив біля житлових масивів Сухачівка, Діївка  — 2, Діївка  — 1, Парус  — 2, Парус  -1, Покровський та Червоний Камінь Новокодацького району міста Дніпро та на островах річки Дніпро та її заток: Обухівський, Дівочий, Мировий, Діївський, Діївська Дача, Намистанка. Перебуває у веденні Новокодацького (Ленінського) лісництва Дніпропетровського держлісгоспу. Є залишком листяних пралісів річкової долини Дніпра, що росли з післяльодовикових часів до заселення людиною (XVIII ст.).
Переважна більшість дерев була насаджена після Другої світової війни в пам'ять про загиблих при форсуванні Дніпра та атаку радянських військ на тодішній Дніпропетровськ.
Найбільш розповсюджені породи дерев Діївського лісопарку — осокори, осики, верба біла та ламка, тополя чорна та біла.
У лісопарку протікає рукав Дніпра Річиця, що у нижній течії розбивається на протоки, озера (Дубове, Бабине, Болгарське, Гідропаркове, Копитянка, Чеберівка та ін.), саги та болота, утворюючи дельту (більш відома як Діївські плавні). В Дніпро, Річицю та озера плавень впадають численні струмки та малі річки. Між Річицею, її протоками та Дніпром розташований великий острів з пляжами та базами відпочинку. У лісі та плавнях налічується близько 200 видів пташок. В нинішній час в парку ведеться напівлегальне вирубування дерев.
Є одним з мальовничих куточків міста. 